# Hippocampinae
Hipocampinele sunt o subfamilie de pești marini mici din familia Syngnathidae. În funcție de sistemul de clasificare utilizat, acesta cuprinde fie cai de mare, cât și genul Idiotropiscis, sau numai cai de mare. or only seahorses.
Toate speciile de cai de mare și de caval pigmei au o coadă prensilă (un caracter împărtășit cu alte simnatate) o pungă de pui complet închisă, un cap scurt și botul înclinat ventral de axa abdominală și fără aripă caudală. Speciile din genurile Acentronura, Amphelikturus și Kyonemichtys seamănă cu peștii de pipă, ceea ce explică motivul pentru care cainii de pigmei sunt uneori grupați în subfamilia Syngnathinae. Speciile de Idiotropiscis au un aspect mai asemănător unui cal de mare, având un corp mai adânc și creste superioare discontinue ale trunchiului și cozii. Principalele diferențe dintre acest gen pigmeu de cai pipăi și caii de mare este că aceștia din urmă au o postură verticală, iar unghiul capului lor față de axa abdominală este mai mare.
Subfamilia Hippocampinae poartă numele genului Hippocampus, care derivă din greaca veche ἱππόκαμπος (hippokampos), un compus din ἵππος, „cal” și κάμπος, „monstru marin”. Natura intermediară morfologic a cavalelor pigmee se reflectă în denumirea de „pipehorse”, o combinație a primei silabe de „pipefish” și a doua silabă de „seahorse”. Se adaugă „pigmeu” pentru a le deosebi de cele mai mari pipehes din genul Solegnathus, care sunt rude îndepărtate ale pipehmeilor pigmei. Alte denumiri obișnuite care au fost aplicate cailor de țevi pigmei includ „caval de mare ticălos”, „căpăstru mic” și „pipedragon pigmeu”.